# Trachelas santaemartae
Trachelas santaemartae là một loài nhện trong họ Trachelidae.
Loài này thuộc chi Trachelas. Trachelas santaemartae được Joachim Schmidt miêu tả năm 1971.